# Cape Girardeau Township
Die Cape Girardeau Township ist eine von 10 Townships im Cape Girardeau County im Südosten des US-amerikanischen Bundesstaates Missouri. Das U.S. Census Bureau hat bei der Volkszählung 2020 eine Einwohnerzahl von 42.125 ermittelt.

## Geografie
Die Cape Girardeau Township liegt am Mississippi, der die Grenze zu Illinois bildet. Die Mündung des Ohio bei Cairo an der Schnittstelle der Bundesstaaten Missouri, Illinois und Kentucky befindet sich rund 60 km südöstlich.
Die Cape Girardeau Township liegt auf 37°18′46″ nördlicher Breite und 89°32′25″ westlicher Länge und erstreckt sich über 182,5 km², die sich auf 173,7 km² Land- und 8,8 km² Wasserfläche verteilen. 
Die südliche Grenze der Township wird vom Headwater Diversion Channel gebildet, einem künstlich angelegten Flutkanal, der neben dem Castor River eine Reihe weitere Flüsse aufnimmt und südlich der Stadt Cape Girardeau in den Mississippi mündet.
Die Cape Girardeau Township grenzt innerhalb des Cape Girardeau County im Südwesten an die Welch Township, im Westen an die Hubble Township, im Nordwesten an die Byrd Township und im Norden an die Randol Township. Im Süden grenzt die Township an das Scott County. Im Osten bildet der Mississippi die Grenze zum Union und zum Alexander County in Illinois.

## Verkehr

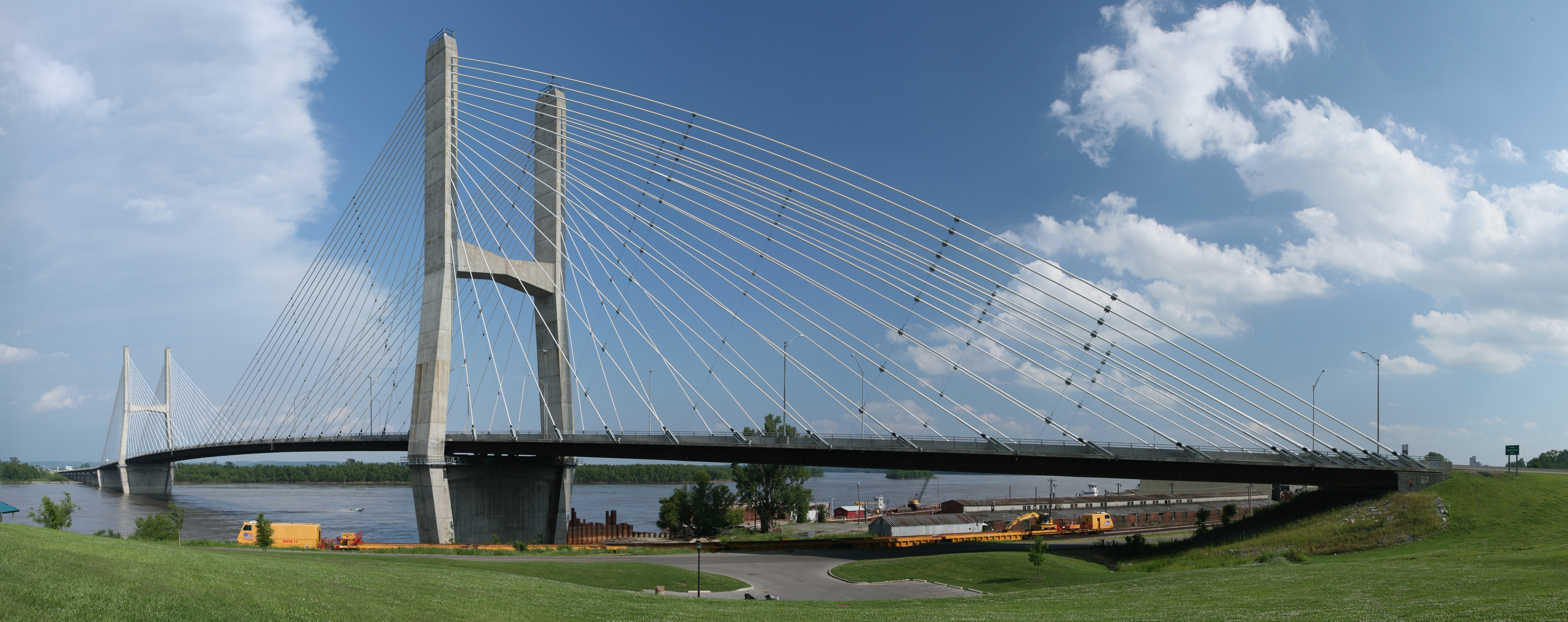
Bill Emerson Memorial Bridge

Die Bill Emerson Memorial Bridge verbindet die Stadt Cape Girardeau mit East Cape Girardeau in Illinois.
Durch die Township verläuft parallel zum Mississippi die Interstate 55, die die kürzeste Verbindung von St. Louis nach Memphis bildet. Im Nordwesten der Township kreuzt der U.S. Highway 61, der ebenfalls parallel zum Mississippi verläuft. 
In der Cape Girardeau Township treffen außerdem die Missouri State Routes 34, 74 und 177 zusammen.
Durch die Cape Girardeau Township verläuft eine Eisenbahnlinie der BNSF Railway, die entlang des gesamten Laufs des Mississippi führt.
Der nächstgelegene Flughafen ist der unmittelbar südlich der Stadt aber bereits im Scott County gelegene Cape Girardeau Regional Airport.

## Bevölkerung
Bei der Volkszählung im Jahr 2010 hatte die Township 40.563 Einwohner. Die Bevölkerung der Township lebt überwiegend in der Stadt Cape Girardeau (mit dem Status „City“), die das Zentrum der gesamten Region bildet. Ein kleiner Teil der südlichen Teile der Stadt liegen bereits im Scott County. 
Ein kleinerer Teil der Bevölkerung lebt außerhalb von Siedlungen über die Township verstreut sowie in der Gemeinde Dutchtown (mit dem Status „Village“), die aber überwiegend in der Hubble Township liegt.